# Bisdom Mawlamyine
Het bisdom Mawlamyine (Latijn: Dioecesis Maulamyinensis) is een rooms-katholiek bisdom met als zetel Mawlamyine, hoofdstad van de staat Mon, in Myanmar. Het bisdom is suffragaan aan het aartsbisdom Yangon. 

## Geschiedenis
Het bisdom werd opgericht op 22 maart 1993, uit delen van het aartsbisdom Yangon. 

## Parochies
Het bisdom had in 2021 een oppervlakte van 40.960 km2 en telde 1.410.800 inwoners waarvan 1,0% rooms-katholiek was.

## Bisschoppen
- Raymond Saw Po Ray (22 maart 1993 - 31 mei 2023)
- Maurice Nyunt Wai (31 mei 2023 - heden; coadjutor sinds 22 februari 2022)